# 耶爾斯維爾 (康乃狄克州)
耶爾斯維爾（英語：Yalesville）是位於美國康乃狄克州新哈芬縣的一個街區。該地的面積和人口皆未知。

## 地理
耶爾斯維爾的座標為41°25′37″N 72°49′25″W / 41.42694°N 72.82361°W，而該地的平均海拔高度為29米（即95英尺）。